# 생피에르 미클롱

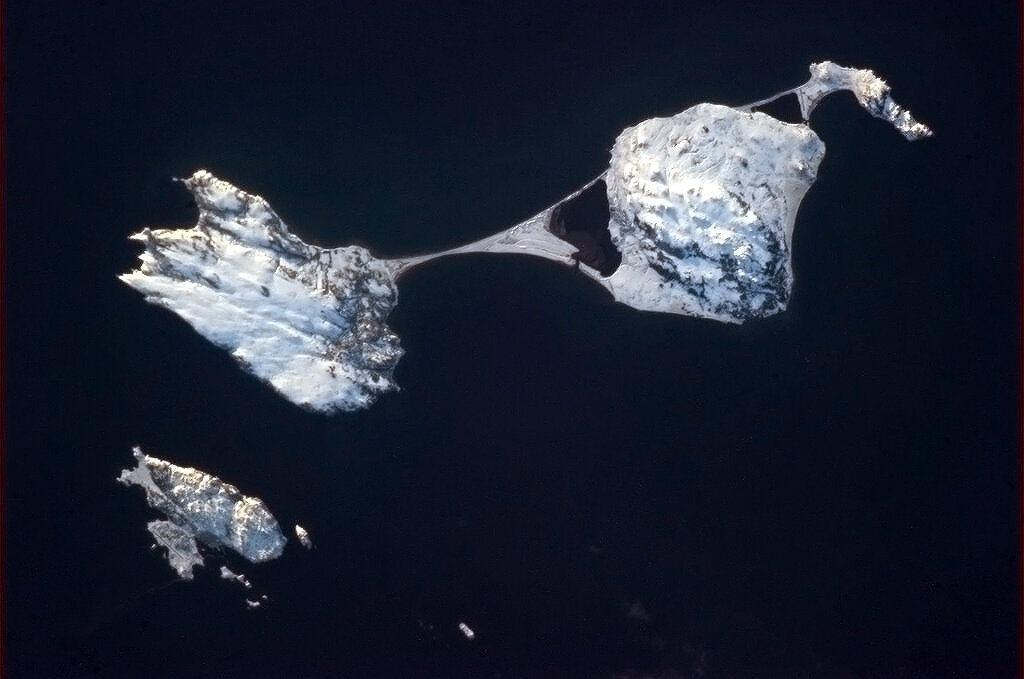

생피에르 미클롱(프랑스어: Saint-Pierre-et-Miquelon, 문화어: 쌩삐에르 미끌롱)은 캐나다의 뉴펀들랜드섬 남쪽의 여러 섬으로 이루어진 프랑스의 해외 집합체(collectivité d'outre-mer)이다. 프랑스의 옛 식민지인 누벨프랑스 중 남아있는 유일한 곳이다. 수도는 생피에르이다. 공식적으로 국가라고는 할 수 없지만 국제법상으로는 인식된다.

## 지리
생피에르섬과 미클롱섬을 포함하여 8개의 섬으로 이루어져 있다. 생피에르섬은 26km2, 미클롱섬은 216km2이다. 생피에르 미클롱의 총면적은 242km2, 해안선의 총연장(總延長)은 120km이다.

### 기후
기후는 습하고 바람이 많다. 겨울은 혹독하고 길다. 봄과 초여름에는 안개가 많이 끼고 서늘하다. 늦여름과 초가을에는 대체로 맑다.
| 생피에르 미클롱의 기후                                         | 생피에르 미클롱의 기후 | 생피에르 미클롱의 기후 | 생피에르 미클롱의 기후 | 생피에르 미클롱의 기후 | 생피에르 미클롱의 기후 | 생피에르 미클롱의 기후 | 생피에르 미클롱의 기후 | 생피에르 미클롱의 기후 | 생피에르 미클롱의 기후 | 생피에르 미클롱의 기후 | 생피에르 미클롱의 기후 | 생피에르 미클롱의 기후 | 생피에르 미클롱의 기후 |
| 월                                                             | 1월                    | 2월                    | 3월                    | 4월                    | 5월                    | 6월                    | 7월                    | 8월                    | 9월                    | 10월                   | 11월                   | 12월                   | 연간                   |
| -------------------------------------------------------------- | ---------------------- | ---------------------- | ---------------------- | ---------------------- | ---------------------- | ---------------------- | ---------------------- | ---------------------- | ---------------------- | ---------------------- | ---------------------- | ---------------------- | ---------------------- |
| 역대 최고 기온 °C (°F)                                         | 9.8 (49.6)             | 9.4 (48.9)             | 12.2 (54.0)            | 13.8 (56.8)            | 22.0 (71.6)            | 25.1 (77.2)            | 28.3 (82.9)            | 26.2 (79.2)            | 26.8 (80.2)            | 20.1 (68.2)            | 15.1 (59.2)            | 12.8 (55.0)            | 28.3 (82.9)            |
| 일평균 최고 기온 °C (°F)                                       | 0.2 (32.4)             | −0.4 (31.3)            | 1.4 (34.5)             | 4.8 (40.6)             | 8.9 (48.0)             | 12.9 (55.2)            | 17.1 (62.8)            | 19.4 (66.9)            | 16.6 (61.9)            | 11.7 (53.1)            | 7.2 (45.0)             | 3.1 (37.6)             | 8.6 (47.5)             |
| 일일 평균 기온 °C (°F)                                         | −2.4 (27.7)            | −2.9 (26.8)            | −1.1 (30.0)            | 2.1 (35.8)             | 5.9 (42.6)             | 9.9 (49.8)             | 14.4 (57.9)            | 16.8 (62.2)            | 14.0 (57.2)            | 9.3 (48.7)             | 4.8 (40.6)             | 0.8 (33.4)             | 6.0 (42.8)             |
| 일평균 최저 기온 °C (°F)                                       | −4.9 (23.2)            | −5.5 (22.1)            | −3.5 (25.7)            | −0.5 (31.1)            | 2.8 (37.0)             | 6.8 (44.2)             | 11.6 (52.9)            | 14.2 (57.6)            | 11.3 (52.3)            | 6.9 (44.4)             | 2.5 (36.5)             | −1.5 (29.3)            | 3.4 (38.1)             |
| 역대 최저 기온 °C (°F)                                         | −17.4 (0.7)            | −18.7 (−1.7)           | −18.1 (−0.6)           | −9.8 (14.4)            | −4.5 (23.9)            | 0.7 (33.3)             | 4.9 (40.8)             | 5.8 (42.4)             | 1.7 (35.1)             | −2.6 (27.3)            | −9.2 (15.4)            | −14.6 (5.7)            | −18.7 (−1.7)           |
| 평균 강수량 mm (인치)                                          | 104.5 (4.11)           | 98.5 (3.88)            | 96.7 (3.81)            | 88.0 (3.46)            | 101.3 (3.99)           | 93.8 (3.69)            | 97.6 (3.84)            | 101.0 (3.98)           | 129.8 (5.11)           | 134.4 (5.29)           | 132.5 (5.22)           | 117.2 (4.61)           | 1,295.3 (51.00)        |
| 평균 강수일수 (≥ 1.0mm)                                        | 15.7                   | 14.0                   | 11.5                   | 10.4                   | 10.5                   | 9.9                    | 10.1                   | 10.1                   | 9.9                    | 12.8                   | 14.4                   | 15.3                   | 144.6                  |
| 평균 강우일수                                                  | 3.03                   | 4.07                   | 5.17                   | 8.83                   | 12.87                  | 14.60                  | 18.50                  | 11.27                  | 6.33                   | 4.13                   | 4.70                   | 3.53                   | 97.03                  |
| 평균 강설일수                                                  | 22.63                  | 19.00                  | 15.25                  | 7.36                   | 0.89                   | 0.04                   | 0.0                    | 0.0                    | 0.0                    | 1.00                   | 4.40                   | 3.20                   | 73.77                  |
| 평균 월간 일조시간                                             | 42.3                   | 60.7                   | 113.0                  | 142.4                  | 174.9                  | 164.1                  | 150.7                  | 168.7                  | 159.5                  | 117.1                  | 61.7                   | 38.0                   | 1,392.9                |
| 출처: 프랑스 기상청 (평년값: 1991년~2020년, 극값: 1941년~현재) |                        |                        |                        |                        |                        |                        |                        |                        |                        |                        |                        |                        |                        |

## 역사
캐나다의 지배권을 둘러싸고 충돌해오던 영국과 프랑스의 항쟁의 결과, 프랑스가 패배하였고, 북아메리카에서 유일하게 프랑스령이 된 섬이다. 미국 독립 전쟁을 프랑스가 지원한 데 반감을 품은 영국이 이 섬을 다시 점령했고, 1815년 나폴레옹 전쟁이 끝나고서야 프랑스의 소유임이 다시 확정되었다.
제2차 세계 대전이 일어나고 1940년 프랑스 본국이 점령되자, 이 섬은 비시 정부의 영역이 되었다가 이듬해 자유 프랑스군이 탈환하였다. 1975년에 해외 영토(Territoires d'outre-mer, TOM)에서 해외주(Départements d'outre-mer, DOM)로 승격하고, 1985년에는 특별 자치체(collectivité territoriale à statut particulier), 2003년에는 해외 준주(海外 準州)가 되었다. 현재는 마르티니크 마요트 생바르 텔레미 생바르탱과 같이 프랑스의 데파르트망 이다

## 인구
생피에르 미클롱의 인구는 2006년의 인구 총조사(人口 總調査) 결과 6,125명이다. 5,509명이 생피에르에, 615명은 미클롱-랑글라드에 산다(모두 미클롱에 거주. 랑글라드섬에는 거주하지 않는다). 랑글라드섬은 생피에르에서 휴양하러 오는 사람들 때문에 여름철에는 인구가 1천 명까지 늘어난다.
주민 대부분은 프랑스계 백인(바스크인, 브르타뉴인, 노르만인 포함) 및 프랑스계 캐나다인의 후손이다. 프랑스의 다른 해외주 및 해외영토에서 온 사람들의 후손도 있다. 공용어는 프랑스어, 종교는 가톨릭이 대다수이다.
| 연도                               | 인구  | ±%     |
| ---------------------------------- | ----- | ------ |
| 1847                               | 1,665 | —      |
| 1860                               | 2,916 | +75.1% |
| 1870                               | 4,750 | +62.9% |
| 1897                               | 6,352 | +33.7% |
| 1902                               | 6,842 | +7.7%  |
| 1907                               | 4,760 | −30.4% |
| 1911                               | 4,209 | −11.6% |
| 1921                               | 3,918 | −6.9%  |
| 1926                               | 4,030 | +2.9%  |
| 1931                               | 4,321 | +7.2%  |
| 1936                               | 4,175 | −3.4%  |
| 1945                               | 4,354 | +4.3%  |
| 1951                               | 4,606 | +5.8%  |
| 1957                               | 4,879 | +5.9%  |
| 1962                               | 5,025 | +3.0%  |
| 1967                               | 5,235 | +4.2%  |
| 1974                               | 5,840 | +11.6% |
| 1982                               | 6,041 | +3.4%  |
| 1990                               | 6,277 | +3.9%  |
| 1999                               | 6,316 | +0.6%  |
| 2006                               | 6,125 | −3.0%  |
| 2011                               | 6,080 | −0.7%  |
| 2016                               | 6,008 | −1.2%  |
| INSEE (1847–1962; 1967–2011; 2016) |       |        |

## 문화
생피에르 미클롱에는 4곳의 라디오 방송국이 있으며, 모두 FM 라디오 방송이다(마지막 AM 방송국은 2004년에 FM으로 전환). 전화(電話)와 텔레비전 연결은 북아메리카 및 유럽과의 위성통신망을 통해 연결되어 있다. 또한 생피에르 미클롱에서는 3곳의 텔레비전 방송을 볼 수 있다.

## 쓰이는 통화
공식 통화는 유로이지만 캐나다가 이웃 나라이기 때문에 캐나다의 통화인 캐나다 달러가 많이 쓰인다.

## 출신 유명인
- 데니스 강
- 줄리엔 강